# رانچ هاوس استیتس (کالیفرنیا)
رانچ هاوس استیتس (به انگلیسی: Ranch House Estates) یک منطقهٔ مسکونی در ایالات متحده آمریکا است که در شهرستان آمادور، کالیفرنیا واقع شده‌است. رانچ هاوس استیتس ۷۷۶ متر بالاتر از سطح دریا واقع شده‌است.